# Огонь (фильм, 2020)
«Ого́нь» — российский полнометражный художественный фильм-катастрофа 2020 года режиссёра Алексея Нужного. Главные роли исполнили Константин Хабенский, Андрей Смоляков, Стася Милославская, Виктор Добронравов, Роман Курцын, Тихон Жизневский и Иван Янковский.
В широкий прокат в России фильм вышел 24 декабря 2020 года. За первую неделю проката его посмотрели более полумиллиона человек. По итогам 2021 года фильм вошёл в топ по просмотрам на онлайн-кинотеатре IVI. Телевизионная премьера состоялась 23 февраля 2022 года, в «День защитника Отечества», на телеканале «Россия 1».
29 января 2021 года кинокомпания «Централ Партнершип» сообщила о том, что все права на показ фильма-катастрофы «Огонь» приобрела мультиплатформенная компания Shout! Studios (США), входящая в состав Shout! Factory (релиз состоялся летом 2021 года). Также права на показ блокбастера приобрели компании в Японии, Австралии, Новой Зеландии, Южной Корее, Латинской Америке.

## Сюжет
Главные герои фильма десантники-пожарные — командир бригады Алексей Павлович Соколов (Константин Хабенский), сотрудник МЧС Роман (Иван Янковский), встречающийся с дочерью Алексея Екатериной (Стася Милославская).
В результате лесных возгораний в Карелии возникает внештатная ситуация, из-за которой могут погибнуть десятки жителей села, окружённого огнём. Шесть человек из бригады Алексея Соколова попадают в эпицентр пожара, который быстро распространяется.
В финальных титрах фильма указано: «Десантникам-пожарным лесоохраны и всем спасателям Российской Федерации посвящается». Фильм вдохновлён событиями лета 2010 года, хотя и не повествует о них напрямую.

## В ролях
- Константин Хабенский — Алексей Павлович Соколов, полковник, командир бригады десантников-пожарных и спасателей «Авиалесоохраны», инструктор
- Иван Янковский — Роман Романович Ильин, сотрудник МЧС России, парень Екатерины Соколовой
- Стася Милославская — Екатерина Алексеевна Соколова, диспетчер в «Авиалесоохране», дочь полковника Соколова
- Андрей Смоляков — Владимир Иванович Громов, генерал-лейтенант, начальник «Авиалесоохраны»
- Антон Богданов — Константин Журавель, сотрудник МЧС России
- Виктор Добронравов — Пётр Иванович Величук, сотрудник МЧС России
- Роман Курцын — Сергей Зотов, сотрудник МЧС России
- Тихон Жизневский — Максим Шустов, сотрудник МЧС России
- Ирина Горбачёва — Зоя, роженица
- Евгения Дмитриева — Нина, мать роженицы
- Юрий Кузнецов — Георгич
- Виктор Сухоруков — Окопыч, пилот вертолёта (с любовью называемого Окопычем «Ларисой Ивановной») «Авиалесоохраны»
- Александр Обласов — Валера, пилот вертолёта «Авиалесоохраны»

## Съёмки
Съёмки фильма-катастрофы «Огонь» длились около двух с половиной лет и проходили в Москве, Карелии (в каньоне «Рускеала»), Подмосковье, Таганроге, Всеволожске, а также во Владимире (с 1 по 3 июня 2019 года в аэропорту «Семязино»).
Исполнители главных ролей во время подготовки к съёмкам общались с пожарными и спасателями, смотрели тематические документальные фильмы и занимались физической подготовкой по индивидуальным программам. Практически все трюки в картине актёры выполнили самостоятельно.
Команду создателей фильма консультировали специалисты МЧС России. Они же обеспечивали безопасность на земле, на воде и в воздухе с применением специальной техники.
При этом в карельской деревне Кинерма был протест местных жителей против съёмок фильма. Они опасались, что съёмки приведут к пожару и уничтожению уникальных строений из дерева. Киностудия отказалась застраховать от пожара дома около съёмочной площадки.

## Награды
- 2022 — премия «Золотой орёл» за 2021 год (28 января 2022 года) в номинации «Лучшая мужская роль второго плана» — актёру Ивану Янковскому[20].
- 2022 — премия «Золотой орёл» за 2021 год (28 января 2022 года) в номинации «Лучшая женская роль второго плана» — актрисе Ирине Горбачёвой[20].
- 2022 — премия «Золотой орёл» за 2021 год (28 января 2022 года) в номинации «Лучшая работа звукорежиссёра» — звукорежиссёру Алексею Самоделко[20].

### Рецензии
- Родион Чемонин. «Пожарный, я вас любила»: рецензия на фильм «Огонь». Архивная копия от 16 июля 2021 на Wayback Machine // film.ru (19 декабря 2020 года)
- Денис Ступников. Рецензия на фильм «Огонь»: паника хуже пожара. Архивная копия от 16 июля 2021 на Wayback Machine // intermedia.ru (20 декабря 2020 года)
- Денис Корсаков. Пожарный, я вас любила. — На экраны выходит фильм «Огонь», в котором Константин Хабенский и Иван Янковский спасают мирных людей от бушующего пламени. Архивная копия от 8 февраля 2021 на Wayback Machine Официальный сайт газеты «Комсомольская правда» // kp.ru (21 декабря 2020 года)
- Лариса Малюкова, обозреватель «Новой газеты». Не фильм − Агонь! — На экраны вышел «Огонь» − национальный блокбастер от авторов «Легенды № 17» и «Движения вверх». Что с ним не так? Сайт «Новой газеты» // novayagazeta.ru (24 декабря 2020). Дата обращения: 17 июля 2021. Архивировано 17 июля 2021 года.
- Антон Долин. «Огонь»: неудачный российский блокбастер о пожарных, в котором предсказуемо вообще всё. Зато − масштаб, спецэффекты и Хабенский. Архивная копия от 16 июля 2021 на Wayback Machine Латвийское интернет-издание «Медуза» // meduza.io (24 декабря 2020 года)
- Юлия Шагельман. Горит экран пожаром новым. — В прокат выходит фильм-катастрофа Алексея Нужного «Огонь» как ответ голливудскому «Армагеддону». Архивная копия от 16 июля 2021 на Wayback Machine Официальный сайт газеты «Коммерсантъ» // kommersant.ru (28 декабря 2020 года)
- Вера Алёнушкина. «Огонь»: горят и будут гореть. Архивная копия от 16 июля 2021 на Wayback Machine // timeout.ru